# بازگشت به خانه (فیلم ۱۹۴۸)
بازگشت به خانه (انگلیسی: Homecoming) فیلمی در ژانر رمانتیک و درام به کارگردانی مروین لیروی است که در سال ۱۹۴۸ منتشر شد. کلارک گیبل، لانا ترنر و آن بکستر در این فیلم به ایفای نقش پرداخته‌اند.

## بازیگران
- کلارک گیبل
- لانا ترنر
- آن بکستر
- ری کالینز
- گلادیس کوپر
- کامرون میچل
- لورن تاتل
- مارشال تامپسون
- جیمز بوش